# Лысяков, Геннадий Никифорович
Геннадий Никифорович Лысяко́в(р. 1940) — советский режиссёр документального кино. Член КПСС с 1978 года.

## Биография
Родился 1 ноября 1940 года. В 1965 году окончил ХабИИЖДТ, в 1975 году — Высшие курсы сценаристов и режиссёров. С 1960 года на Дальневосточной студии кинохроники.

## Фильмография
- 1963 — Схватка на борозде
- 1965 — Океан
- 1966 — А девушки всё едут...
- 1978 — Поле Виктора Курьяновича
- 1980 — Где рождается утро
- 1981 — Вулканы Камчатки
- Жемчужина на берегу океана
- Где купить живую рыбу
- Песни над Амуром
- Орденоносное Приамурье
- На краю Земли
- Здесь начинается Россия
- Азбука на снегу

## Награды и премии
- заслуженный деятель искусств РСФСР (1981)
- Государственная премия РСФСР имени братьев Васильевых (1983) — за документальные фильмы о Камчатке: «Где рождается утро», «Здесь начинается Россия», «Азбука на снегу», «Вулканы Камчатки», «Поле Виктора Курьянова» производства Дальневосточной студии кинохроник